# Junzō Shōno
 (septembre 2018).
Si vous disposez d'ouvrages ou d'articles de référence ou si vous connaissez des sites web de qualité traitant du thème abordé ici, merci de compléter l'article en donnant les références utiles à sa vérifiabilité et en les liant à la section « Notes et références ».
Junzō Shōno (庄野 潤三), né à Osaka le 9 février 1921 et mort à Kawasaki le 21 septembre 2009, était un romancier japonais. Il écrivit plus de cinquante romans aux sujets empruntés à la vie quotidienne des Japonais, remporta de nombreux prix et fut nommé à l’Académie japonaise des arts.

## Biographie
Né à Osaka où son père a fondé le lycée Tezukayaka gakuin, il est diplômé en histoire de l'Asie à l'université de Kyūshū en 1942. Il sert dans la Marine impériale à partir de 1943. Après la guerre, il exerce plusieurs activités liées à la culture : écrivain, enseignant, éditeur de la revue Kōyō (« Éclat », qu'il fonde avec Shimao Toshio, écrivain rencontré à l'université), responsable des émissions culturelles de la radio Asahi Hōsō d'Osaka (Asahi Broadcasting Corporation). À la fin des années 1950, il passe également deux ans aux États-Unis, étudiant au Kenyon College ; cette expérience lui inspire entre autres son fameux livre Ganbia taizaiki. À son retour, il se concentre exclusivement à l'écriture.
Plusieurs de ses œuvres lui valent des prix prestigieux, entre autres : le prix Akutagawa pour Au bord de la piscine (1954), qui lance sa carrière, le prix Shinchosha pour Seibutsu (1960), le prix Yomiuri de littérature pour Yūbe no kumo (1965) ou encore le prix Noma de littérature pour Eawase (1971). Il devient membre de l'Académie japonaise des arts en 1978. Une anthologie de ses œuvres en dix volumes est publiée en 1973 par Kōdansha.

## Style
Son œuvre s'inscrit dans le style watakushi shōsetsu, et met en scène la vie familiale au quotidien de façon sincère et réaliste. Son inspiration provient surtout de sa région natale, Osaka.

## Liste des œuvres traduites en français
- 1954 : Au bord de la piscine (プールサイド小景), dans Anthologie de nouvelles japonaises contemporaines (Tome II), nouvelle traduite par Claude Péronny, Gallimard, 1989.
- 1959 : Les Crabes (カニ), dans Les Paons La Grenouille Le Moine-Cigale et dix autres récits (Tome 3 - 1955-1970), nouvelle traduite par Claude Péronny, Editions Philippe Picquier, 1988 (réédition 1991) ; Anthologie de nouvelles japonaises (Tome III - 1955-1970) - Les Paons La Grenouille Le Moine-Cigale, nouvelle traduite par Claude Péronny, Picquier poche, 1998.

## Sources
- J. Thomas Rimer et Van C. Gessel, The Columbia Anthology of Modern Japanese Literature: From 1945 to the present, Columbia University Press, 2007  (ISBN 9780231138048) [lire en ligne], p. 354 et sqq.
- Shōno Junzō, shunkin.net.
- Modern Japanese Authors, N - S, jlit.
- Notices d'autorité :   - VIAF
  - ISNI
  - BnF (données)
  - IdRef
  - LCCN
  - GND
  - Japon
  - CiNii
  - Israël
  - NUKAT
  - Corée du Sud
  - WorldCat